# はつしま型掃海艇
はつしま型掃海艇（はつしまがたそうかいてい、英語: Hatsushima-class minesweeper）は海上自衛隊の中型掃海艇（Mine Sweeper Coastal, MSC）の艦級。
海自で初めて自走式の機雷処分具を搭載した掃海艇であり、4次防末期から61中期防にかけて、合計で23隻が建造された。

## 来歴
海上自衛隊では、第3次防衛力整備計画で整備したたかみ型掃海艇（42MSC）において、イギリスのASDIC 193型およびその技術を導入したZQS-2 機雷探知機を搭載して、機雷掃討能力を導入した。しかし同型をはじめとする機雷掃討技術導入直後の掃海艇においては、いずれも機雷処分は水中処分員に依存しており、危険が大きかった。
このことから、遠隔操縦による自走式・前駆式の機雷処分具によって、機雷掃討の危険性を低減することが求められるようになった。これに応じて、第4次防衛力整備計画における中型掃海艇は、掃討能力のさらなる向上を図ることとなり、これによって建造されたのが本型である。

## 設計
本型は、昭和50年度計画から同62年度計画までの13年間にわたって23隻という多数が建造されているが、順次に改正を受けており、17隻の原型（50MSC）、4隻の改1型（60MSC）、2隻の改2型（62MSC）がある。
設計は、基本的には42MSCのものに基づいて、機雷処分具の搭載・運用や、上部構造物拡大（煙突の設置など）に伴う風圧側面積の増大・重心上昇に対応して拡張したものとなっており、基準排水量にして60トンの大型化となっている。また62MSCではさらに50トン大型化しており、科員居住区のベッドを2段式に変更するなど居住性改善が図られている。使用樹種は下記のとおりで、42MSCと同一である。
- ベイマツ - キール・スケグ、船底縦通材、チャイン材、フレーム、外板・甲板
- タモ - キール摩材、合板

また環境保全の観点から、従来の舷側排気にかえて煙突が設けられているが、この煙突と燃料タンクはガラス繊維強化プラスチック（GFRP）製とされている。
主機関は、当初は42MSCと同じ三菱製2サイクル12気筒の12ZC15/20型であったが、60MSC以降では4サイクル6気筒の6NMU-TA-Iに変更された。これは、同社のSU系列ディーゼル（S6U）を非磁性化して技術研究本部が1980年から1983年にかけて開発したもので、重量・全長は12ZC15/20より大きいが、部品数の大幅減少に伴い、信頼性・耐久性・整備性の向上および燃費低減が図られており、のちの自衛隊ペルシャ湾派遣において真価を発揮した。
掃海発電機は、当初は42MSCと同じ10ZC15/20-II型2基であったが、60MSC以降では主機と同様に6NMU-TK-II型1基に変更されている。また主発電機は、当初は80kW×3基であったが、62MSC以降では200kW×2基とされている。

## 装備
海上自衛隊呉史料館には下記のはつしま型掃海艇の掃討・掃海装備が展示されている。

### センサ
機雷探知機としては、42MSCと同じくZQS-2 機雷探知機が搭載された。これはイギリス・プレッシー社のASDIC 193型を参考に技術研究本部が開発したもので、機雷探知用として100キロヘルツ、機雷類別用として300キロヘルツを使用することで、目標を探知すると共に確実に機雷と類別できるようになっていた。
対水上捜索レーダーとしては、40MSC（かさど型22番艇）以降および42MSCと同じく、Xバンドを使用して分解能に優れたOPS-9Bとされている。

### 機雷掃討

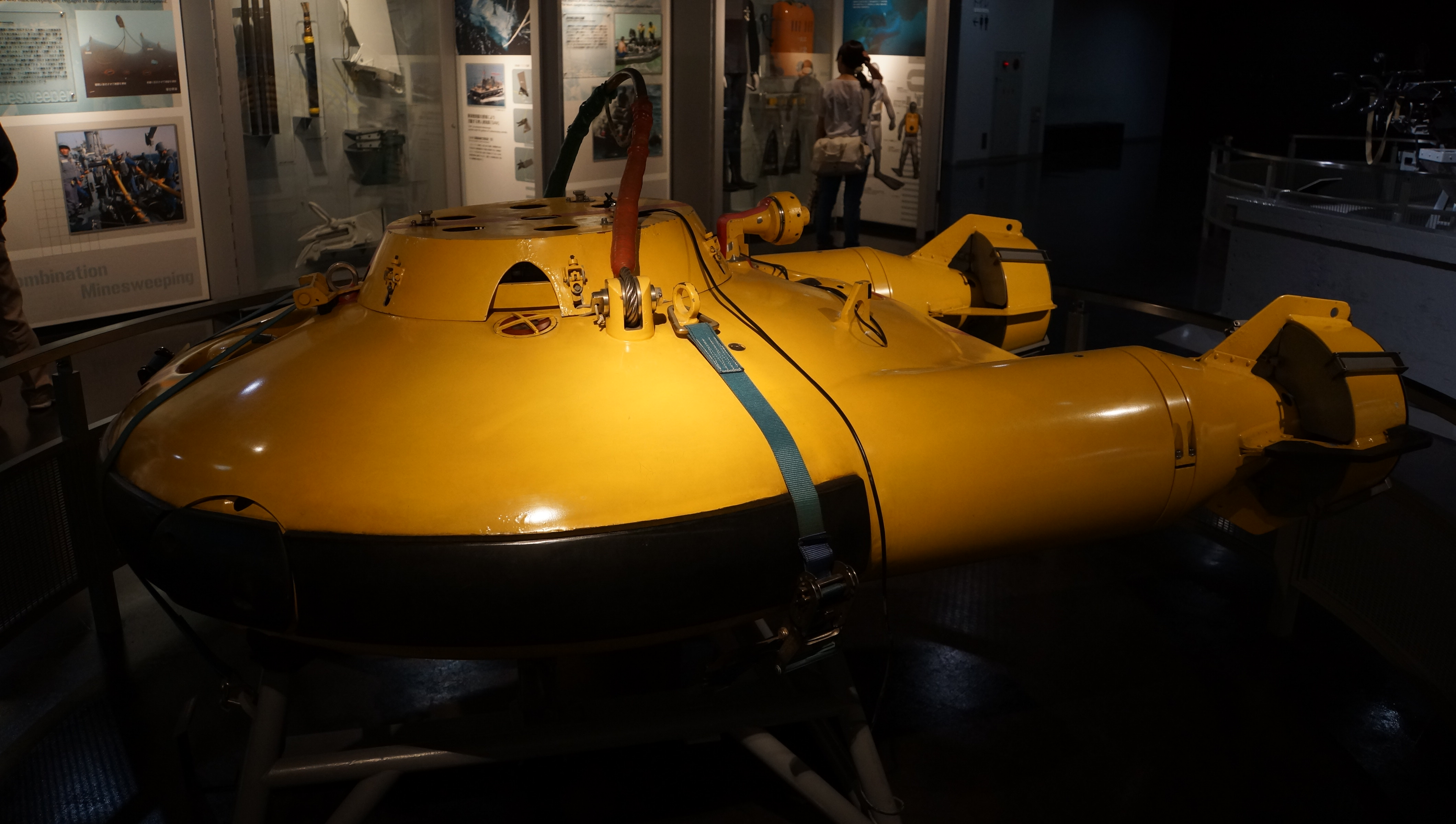
75式機雷処分具S-4

上記の通り、本型では新開発の75式機雷処分具S-4が搭載される。これは沈底機雷の掃討を行う有線式の遠隔操作無人探査機（ROV）であり、技術研究本部によって、1968年から1972年にかけて開発された。
円盤型の機体の後方には2基の可変方向式スラスターを有しており、また機雷処分用として、下面の弾倉に処分爆雷2型を収容でき、これを海底の機雷に向けて投下して破壊する。

### 機雷掃海

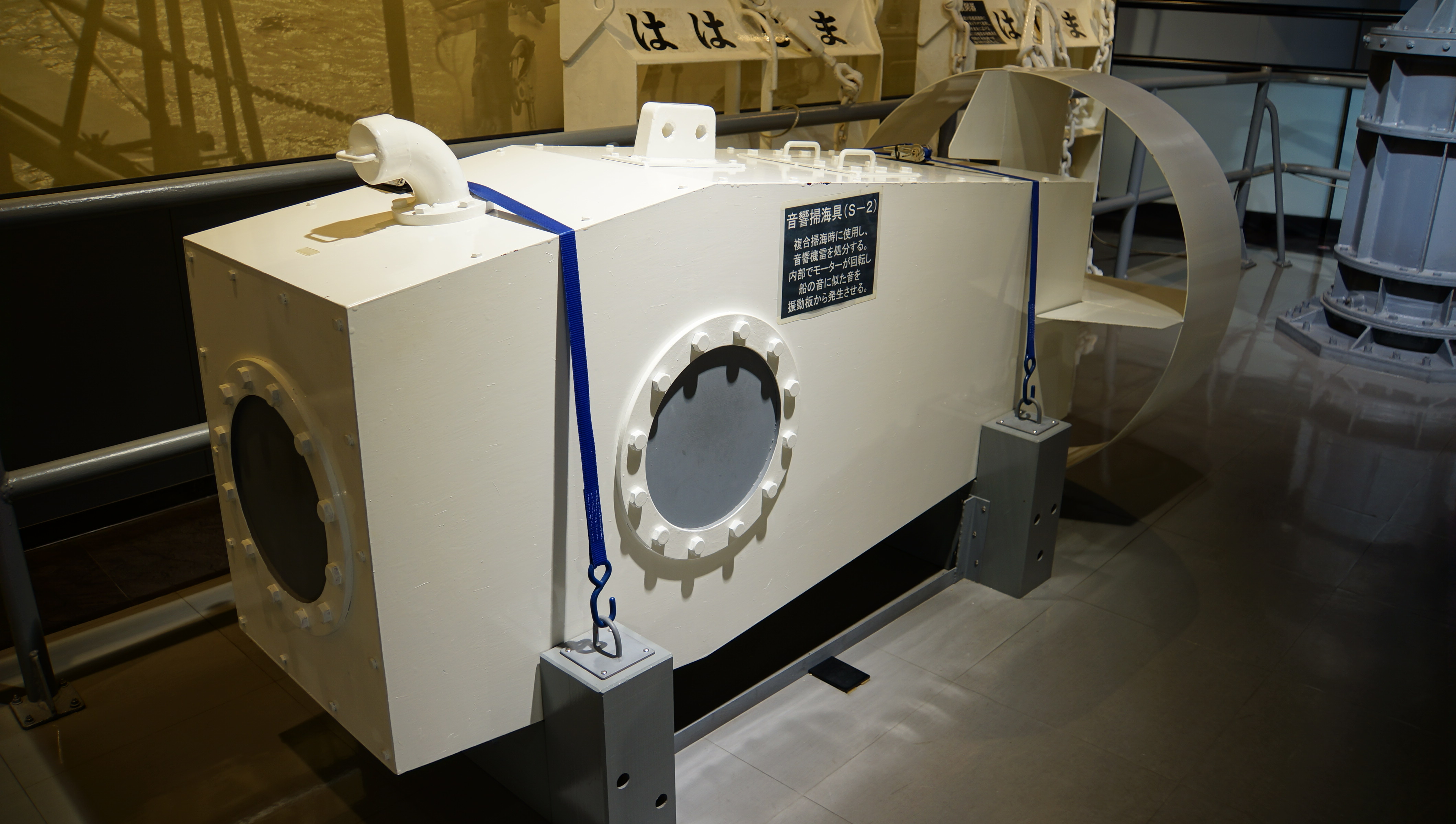
71式音響掃海具S-2

係維掃海具
係維機雷に対しては、28MSC以来の53式普通掃海具（O型）改4が搭載された。これは単艦で曳航するオロペサ型係維掃海具であり、展開器と呼ばれる水中凧によって掃海索を左右数百メートルに展開するとともに沈降器によって一定深度に沈下させて曳航し、機雷の係維索を引っ掛けて、掃海索の数カ所に装備した切断器によってこれを切断していくものである。
感応掃海具
磁気機雷に対しては、当初は30MSC以来の56式浮上電線磁気掃海具改1が用いられていた。しかし改1型（60MSC）以降では、掃海発電機の換装に伴い、新開発の85式磁気掃海具S-6に更新されている。
一方、音響機雷に対しては、たかみ型後期型と同じく71式音響掃海具S-2が搭載された。これは1個の発音体で低周波と中周波を同時発生することができた。
なお機雷処分用として、当初はエリコン20mm単装機銃を搭載していたが、53MSC以降ではJM61-M 20mm多銃身機銃に変更され、51-52MSCも昭和62年度に換装が行われた。また掃海具の揚降用としては艇尾右舷に掃海用クレーンを有するが、60MSC以降では新しい中折式のものが用いられている。

## 配備
1990年代半ばから掃海艇からの除籍が始まり、このうちの6隻がにいじま型掃海管制艇に転用されている。
| 計画年度 | #                 | 艦名     | 建造                | 起工                        | 進水                         | 就役                         | 除籍                         |
| -------- | ----------------- | -------- | ------------------- | --------------------------- | ---------------------------- | ---------------------------- | ---------------------------- |
| 昭和51年 | MSC-649 → YAS-98  | はつしま | 日本鋼管 鶴見造船所 | 1977年 （昭和52年） 12月6日 | 1978年 （昭和53年） 10月30日 | 1979年 （昭和54年） 3月30日  | 2001年 （平成13年） 7月13日  |
| 昭和52年 | MSC-650 → YAS-100 | にのしま | 日立造船 神奈川工場 | 1978年 （昭和53年） 5月8日  | 1979年 （昭和54年） 8月7日   | 1979年 （昭和54年） 12月19日 | 2002年 （平成14年） 5月23日  |
| 昭和52年 | MSC-651 → YAS-101 | みやじま | 日本鋼管 鶴見造船所 | 1978年 （昭和53年） 11月8日 | 1979年 （昭和54年） 9月18日  | 1980年 （昭和55年） 1月29日  | 2002年 （平成14年） 5月23日  |
| 昭和53年 | MSC-652           | えのしま | 日本鋼管 鶴見造船所 | 1979年 （昭和54年） 10月4日 | 1980年 （昭和55年） 7月26日  | 1980年 （昭和55年） 12月25日 | 1996年 （平成8年） 12月6日   |
| 昭和53年 | MSC-653           | うきしま | 日立造船 神奈川工場 | 1979年 （昭和54年） 5月15日 | 1980年 （昭和55年） 7月11日  | 1980年 （昭和55年） 11月27日 | 1997年 （平成9年） 3月12日   |
| 昭和54年 | MSC-654           | おおしま | 日立造船 神奈川工場 | 1980年 （昭和55年） 6月2日  | 1981年 （昭和56年） 6月17日  | 1981年 （昭和56年） 11月26日 | 1998年 （平成10年） 3月23日  |
| 昭和54年 | MSC-655 → MCL-722 | にいじま | 日本鋼管 鶴見造船所 | 1980年 （昭和55年） 8月4日  | 1981年 （昭和56年） 6月2日   | 1981年 （昭和56年） 11月26日 | 2002年 （平成14年） 3月4日   |
| 昭和55年 | MSC-656 → MCL-723 | やくしま | 日本鋼管 鶴見造船所 | 1981年 （昭和56年） 6月15日 | 1982年 （昭和57年） 6月22日  | 1982年 （昭和57年） 12月17日 | 1999年 （平成11年） 2月16日  |
| 昭和55年 | MSC-657           | なるしま | 日立造船 神奈川工場 | 1981年 （昭和56年） 5月29日 | 1982年 （昭和57年） 6月7日   | 1982年 （昭和57年） 12月17日 | 1999年 （平成11年） 6月25日  |
| 昭和56年 | MSC-658           | ちちじま | 日立造船 神奈川工場 | 1982年 （昭和57年） 6月2日  | 1983年 （昭和58年） 7月13日  | 1983年 （昭和58年） 12月16日 | 2000年 （平成12年） 3月13日  |
| 昭和56年 | MSC-659           | とりしま | 日本鋼管 鶴見造船所 | 1982年 （昭和57年） 6月30日 | 1983年 （昭和58年） 6月23日  | 1983年 （昭和58年） 12月16日 | 2000年 （平成12年） 12月1日  |
| 昭和57年 | MSC-660 → MCL-724 | ははじま | 日本鋼管 鶴見造船所 | 1983年 （昭和58年） 5月20日 | 1984年 （昭和59年） 6月27日  | 1984年 （昭和59年） 6月27日  | 2000年 （平成12年） 2月8日   |
| 昭和57年 | MSC-661           | たかしま | 日立造船 神奈川工場 | 1983年 （昭和58年） 6月7日  | 1984年 （昭和59年） 6月18日  | 1984年 （昭和59年） 12月18日 | 2001年 （平成13年） 6月4日   |
| 昭和58年 | MSC-662           | ぬわじま | 日立造船 神奈川工場 | 1984年 （昭和59年） 5月21日 | 1985年 （昭和59年） 6月5日   | 1985年 （昭和60年） 12月12日 | 2002年 （平成14年） 5月29日  |
| 昭和58年 | MSC-663           | えたじま | 日本鋼管 鶴見造船所 | 1984年 （昭和59年） 5月22日 | 1985年 （昭和60年） 6月17日  | 1985年 （昭和60年） 12月12日 | 2002年 （平成14年） 5月29日  |
| 昭和59年 | MSC-664 → MCL-725 | かみしま | 日本鋼管 鶴見造船所 | 1985年 （昭和60年） 5月10日 | 1986年 （昭和61年） 6月20日  | 1986年 （昭和61年） 12月16日 | 2008年 （平成20年） 12月17日 |
| 昭和59年 | MSC-665           | ひめしま | 日立造船 神奈川工場 | 1985年 （昭和60年） 5月16日 | 1986年 （昭和61年） 6月10日  | 1986年 （昭和61年） 12月16日 | 2004年 （平成16年） 12月16日 |
| 昭和60年 | MSC-666 → MCL-726 | おぎしま | 日立造船 神奈川工場 | 1985年 （昭和60年） 5月16日 | 1986年 （昭和61年） 6月10日  | 1986年 （昭和61年） 12月19日 | 2010年 （平成22年） 2月26日  |
| 昭和60年 | MSC-667           | もろしま | 日本鋼管 鶴見造船所 | 1986年 （昭和61年） 5月22日 | 1986年 （昭和61年） 6月10日  | 1986年 （昭和61年） 12月19日 | 2005年 （平成17年） 2月9日   |
| 昭和61年 | MSC-668           | ゆりしま | 日本鋼管 鶴見造船所 | 1987年 （昭和62年） 5月14日 | 1988年 （昭和63年） 5月13日  | 1988年 （昭和63年） 12月15日 | 2007年 （平成19年） 2月23日  |
| 昭和61年 | MSC-669           | ひこしま | 日立造船 神奈川工場 | 1987年 （昭和62年） 5月12日 | 1988年 （昭和63年） 6月2日   | 1988年 （昭和63年） 12月15日 | 2008年 （平成20年） 3月11日  |
| 昭和62年 | MSC-670           | あわしま | 日立造船 神奈川工場 | 1988年 （昭和63年） 5月12日 | 1989年 （平成元年） 6月6日   | 1989年 （平成元年） 12月13日 | 2009年 （平成21年） 3月6日   |
| 昭和62年 | MSC-671 → MCL-727 | さくしま | NKK鶴見造船所       | 1988年 （昭和63年） 5月17日 | 1989年 （平成元年） 6月2日   | 1989年 （平成元年） 12月13日 | 2013年 （平成25年） 3月21日  |

## 登場作品
『原潜海峡を封鎖せよ』
「なるしま」が登場。ソ連海軍の特殊潜航艇が、対馬海峡にアメリカ軍が極秘に設置した最新の水中聴音装置を回収しようとしたことで作動した、装置を防衛する「ソードフィッシュ機雷」によって海峡が封鎖されたため、その機雷を処理すべく出動する。